# Solanum glabratum
Solanum glabratum är en potatisväxtart som beskrevs av Michel Félix Dunal. Solanum glabratum ingår i släktet skattor som ingår i familjen potatisväxter. Inga underarter finns listade i Catalogue of Life.